# Julius Düker
Julius Düker (* 4. Januar 1996 in Braunschweig) ist ein deutscher Fußballspieler. Der Stürmer spielt beim TSV Havelse.

## Karriere
Düker wechselte zu Anfang der Saison 2013/14 vom Braunschweiger Amateurverein BSC Acosta zur A-Jugend von Eintracht Braunschweig. Zuvor hatte er bereits von 2010 bis 2012 in der Jugend des VfL Wolfsburg gespielt. Mit der Eintracht stieg Düker in seinem ersten Jahr in die A-Junioren-Bundesliga auf. Zu Beginn der Spielzeit 2014/15 kam er als Kapitän der A-Jugend ebenfalls schon für die zweite Mannschaft der Braunschweiger in der Regionalliga Nord zum Einsatz. Dort debütierte er am 27. August 2014 beim 3:0-Auswärtssieg gegen die FT Braunschweig und erzielte dabei auch seinen ersten Treffer.
Am 26. September 2014 wurde Düker erstmals in den Kader der ersten Mannschaft in der 2. Bundesliga berufen und kam beim 2:1-Sieg gegen den SV Sandhausen zu seinem Profidebüt, als er in der 86. Minute für Mushaga Bakenga eingewechselt wurde. Seinen zweiten Einsatz für die Profis absolvierte er am 4. März 2015 bei der 0:2-Niederlage im Achtelfinale des DFB-Pokals gegen den FC Bayern München, bei der er in der 68. Minute für Nik Omladič eingewechselt wurde.
Zur Saison 2016/17 wechselte Düker zum Drittligisten 1. FC Magdeburg. Er unterschrieb einen bis zum 30. Juni 2018 laufenden Vertrag. In der 3. Liga debütierte er am 17. September 2016 beim 3:2-Sieg im Auswärtsspiel gegen Preußen Münster. Von Trainer Jens Härtel würde er in der 83. Minute für Gerrit Müller eingewechselt. Seine Torpremiere feierte Düker beim Auswärtsspiel gegen den FSV Frankfurt. In der 19. Minute erzielte er das einzige Tor des Spiels. Insgesamt wurde Düker in seinen beiden Saisons für den FCM in der Liga je 23-mal eingesetzt und erzielte insgesamt sechs Tore. In der Saison 2017/18 wurde er mit dem 1. FC Magdeburg Meister der 3. Liga und feierte somit den Aufstieg in die 2. Bundesliga.
Zur Spielzeit 2018/19 wechselte Düker zum Mitaufsteiger SC Paderborn 07, bei dem er einen Vertrag mit einer Gültigkeit bis zum 30. Juni 2020 unterschrieb. Im Januar 2019 verlieh ihn Paderborn bis zum Ende der Drittligasaison 2018/19 an seinen abstiegsgefährdeten Ex-Klub Eintracht Braunschweig.
Nach dem Klassenerhalt mit Braunschweig verkaufte der in die Bundesliga aufgestiegene SCP den Stürmer ohne Rückkehr weiter an den SV Meppen, wo dieser einen bis Juni 2021 gültigen Vertrag unterschrieb.
Nach zwei Jahren in Meppen schloss er sich ablösefrei dem Ligakonkurrenten TSV Havelse an, mit dem er einen Zweijahresvertrag unterzeichnete. Nach nur einer Saison, in der er ein Tor in 30 Punktspielen erzielte, wechselte er zur Saison 2022/23 erstmals ins Ausland – nach Indien, zum Erstligisten Chennaiyin FC. Sein Pflichtspieldebüt gab er am 10. Oktober 2022 beim 2:1-Sieg im Auswärtsspiel gegen den ATK Mohun Bagan FC. Zwei Monate später erzielte er beim 7:3-Sieg im Auswärtsspiel gegen den NorthEast United FC mit dem Treffer zum 6:1 in der 68. Minute sein erstes Ligator.
Sein Vertrag beim Chennaiyin FC lief im Mai 2023 aus. Seit September 2023 spielt er wieder beim TSV Havelse in der Regionalliga Nord.

## Erfolge
- Deutscher Drittligameister und Aufstieg in die 2. Bundesliga: 2018 (1. FC Magdeburg)
- Meister der Regionalliga Nord: 2025 (TSV Havelse)
- Niedersachsenpokalsieger: 2021 (SV Meppen)
- Sachsen-Anhalt-Pokalsieger (2): 2017, 2018 (beide 1. FC Magdeburg)